# Вольфинсон, Вольфе
Вольфе Вольфинсон (африк. Wolfe Wolfinsohn; 3 августа 1899, Кейптаун — 1 февраля 1986, Кембридж, штат Массачусетс) — американский скрипач южноафриканского происхождения.

## Биография
Родился в семье Леона и Маньяши Вольфинсон. Первые уроки игры на скрипке получил от отца. В возрасте 14 лет получил стипендию Кейптаунского университета на продолжение обучения в метрополии и поступил в Королевскую академию музыки в Лондоне в класс Ханса Вессели. Ещё в студенческие годы почувствовал вкус к ансамблевой игре и сформировал струнный квартет (с участием Джона Барбиролли в качестве виолончелиста).
После окончания курса (1916) и нескольких концертных турне в качестве солиста Вольфинсон в 1922 году обосновался в США и начал играть вторую скрипку в новосозданном Ленокс-квартете под руководством Шандора Хармати, а в 1925 году сменил его за первым пультом. Одновременно он с 1922 года преподавал в Маннес-колледже. После роспуска Ленокс-квартета в 1929 году Вольфинсон на долгие годы занял место первой скрипки в Квартете Страдивариуса. В составе квартета он был резидентом Гарвардского (1939—1942), а затем Бостонского университетов.
Премия имени Вольфе Вольфинсона за успехи в камерном музицировании вручается студентам Королевской академии музыки с 2008 года.
Жена — Сара Адлер (в замужестве Вольфинсон; 1906—2002), дочь еврейских общественных деятелей Рэйси Адлер (1872—1952) и семитолога Сайруса Адлера (1863—1940), редактора американской Еврейской энциклопедии. Дочь — Джудит (род. 1933).